# Jujutsu Kaisen
Jujutsu Kaisen (呪術廻戦, Jujutsu Kaisen, Hekserijstrijd) is een Japanse mangaserie die is geschreven door Gege Akutami. De stripserie verscheen vanaf 5 maart 2018 in het maandblad Weekly Shonen Jump en bestaat uit 25 edities. De manga wordt in het Nederlands uitgegeven door Panini sinds 2 juli 2025.
Een animeserie bestaande uit 24 afleveringen is op de Japanse zender MBS uitgezonden van oktober 2020 tot maart 2021. Een tweede seizoen van 23 afleveringen verscheen van juli tot december 2023.
Begin 2024 werd bekend dat er 90 miljoen exemplaren in omloop zijn, waaronder novels, digitale versies en Jujutsu Kaisen 0. Hiermee werd Jujutsu Kaisen een van de meest verkochte mangaseries.

## Plot
De serie draait om de middelbare scholier Yuji Itadori, die bij een geheime organisatie van Jujutsu-magiërs komt om de vloek op te heffen die bezit van hem heeft genomen.
Het verhaal is ook een vervolg op het eerder gepubliceerde Tokyo Metropolitan Curse Technical School (東京都立呪術高等専門学校, Tōkyō Toritsu Jujutsu Kōtōsenmongakkō) van Akutami dat in 2017 is verschenen.

## Personages
| Personage        | Japanse stemacteur |
| ---------------- | ------------------ |
| Yuji Itadori     | Jun'ya Enoki       |
| Satoru Gojo      | Yuichi Nakamura    |
| Megumi Fushiguro | Yuma Uchida        |
| Nobara Kugisaki  | Asami Seto         |
| Ryomen Sukuna    | Jun'ichi Suwabe    |
| Toge Inumaki     | Koki Uchiyama      |
| Kento Nanami     | Kenjiro Tsuda      |
| Panda            | Tomokazu Seki      |
| Aoi Todo         | Subaru Kimura      |

## Uitgave
| Nr. | Datum van Japanse uitgave | Japanse ISBN           | Datum van Nederlandse uitgave | Nederlandse ISBN       |
| --- | --- | ---------------------- | ----------------------------- | ---------------------- |
| 1 | 4 juni 2018 | ISBN 978-4-08-881516-9 | 2 juli 2025                   | ISBN 978-39-8968-090-6 |
| \| - 1. Ryomen Sukuna (両面宿儺, Ryōmen Sukuna) - 2. Geheime doodstraf (秘匿死刑, Hitoku Shikei) - 3. Eigenbelang (自分のために, Jibun no Tame ni) - 4. Stalen meisje (鉄骨娘, Tekkotsu Musume) \| - 5. Het begin (始まり, Hajimari) - 6. Vervloekte baarmoeder (呪胎戴天, Jutaitaiten) - 7. Vervloekte baarmoeder - 2 (呪胎戴天 -弐-, Jutaitaiten -ni-) \| | |                        |                               |                        |
| - 1. Ryomen Sukuna (両面宿儺, Ryōmen Sukuna) - 2. Geheime doodstraf (秘匿死刑, Hitoku Shikei) - 3. Eigenbelang (自分のために, Jibun no Tame ni) - 4. Stalen meisje (鉄骨娘, Tekkotsu Musume) | - 5. Het begin (始まり, Hajimari) - 6. Vervloekte baarmoeder (呪胎戴天, Jutaitaiten) - 7. Vervloekte baarmoeder - 2 (呪胎戴天 -弐-, Jutaitaiten -ni-) |                        |                               |                        |

## Prijs
- De serie werd in 2021 en 2024 uitgeroepen tot Anime van het Jaar tijdens de Crunchyroll Anime Awards.